# Ruslán Lizunov
Ruslán Lizunov –en ruso, Руслан Лизунов– (27 de abril de 1978) es un deportista ruso que compitió en halterofilia. Ganó una medalla de bronce en el Campeonato Europeo de Halterofilia de 2003, en la categoría de 85 kg.

## Palmarés internacional
| Campeonato Europeo | Campeonato Europeo | Campeonato Europeo | Campeonato Europeo |
| Año                | Lugar              | Medalla            | Categoría          |
| ------------------ | ------------------ | ------------------ | ------------------ |
| 2003               | Lutraki (Grecia)   | Medalla de bronce  | 85 kg              |